# Le Cernéen
Le Cernéen est un titre de presse mauricien.

## Histoire
Le Cernéen est fondé en  fondé en février 1832 par Adrien d'Épinay. Il disparait 150 ans plus tard en 1982. Il est à sa disparition parmi les plus vieux titres francophones en circulation. En 1980 Jean d'Ormesson en est le rédacteur en cheftout comme Noël Marrier d’Unienville.

## Description
Outre Adrien d'Épinay, à sa création au XIXe siècle, la femme de lettres Magda Mamet y a travaillé dans la deuxième moitié du XXe siècle.
Une tentative de faire renaître le titre a lieu en 2006.